# Định Hòa (phường)
Định Hòa là một phường thuộc thành phố Thủ Dầu Một, tỉnh Bình Dương, Việt Nam.

## Địa lý
Phường Định Hòa nằm ở phía bắc thành phố Thủ Dầu Một, có vị trí địa lý:
- Phía đông giáp phường Phú Mỹ và phường Hòa Phú
- Phía tây giáp các phường Hiệp An, Tương Bình Hiệp và thành phố Bến Cát
- Phía nam giáp phường Hiệp Thành
- Phía bắc giáp thành phố Bến Cát.

Phường Định Hòa có diện tích 7,93 km², dân số năm 2021 là 17.466 người, mật độ dân số đạt 2.203 người/km².

## Hành chính
Phường Định Hoà được chia thành 8 khu phố: 1, 2, 3, 4, 5, 6, 7, 8.

## Lịch sử
Sau năm 1975, Định Hòa là một xã thuộc huyện Châu Thành cũ.
Ngày 11 tháng 3 năm 1977, huyện Châu Thành giải thể, xã Định Hòa chuyển sang trực thuộc thị xã Thủ Dầu Một.
Ngày 10 tháng 12 năm 2003, Chính phủ ban hành Nghị định số 156/2003/NĐ-CP. Theo đó, điều chỉnh 78 ha diện tích tự nhiên và 1.006 người của xã Định Hòa về xã Tương Bình Hiệp quản lý.
Sau khi điều chỉnh, xã Định Hòa còn lại 1.411 ha diện tích tự nhiên và 8.402 người.
Ngày 9 tháng 6 năm 2008, Chính phủ ban hành Nghị định số 73/2008/NĐ-CP. Theo đó, thành lập phường Định Hòa trên cơ sở toàn bộ diện tích và dân số của xã Định Hòa.
Sau khi thành lập, phường Định Hòa có 1.427,49 ha diện tích tự nhiên và 12.347 người.
Ngày 11 tháng 8 năm 2009, Chính phủ ban hành Nghị quyết số 36/NQ-CP. Theo đó, điều chỉnh 634,50 ha diện tích tự nhiên và 196 người của phường Định Hòa về phường Hòa Phú mới thành lập.
Sau khi điều chỉnh địa giới hành chính, phường còn lại 792,99 ha diện tích tự nhiên và 12.151 người.

## Kinh tế - xã hội

#### Giáo dục
Hiện tại trên địa bàn phường có các trường học: 
- Trường TH Định Hòa
- Trường THCS Định Hòa
- Trường THPT Bình Phú
- Trường trung cấp Nông - Lâm Bình Dương.

## Giao thông
Các tuyến đường chính: 
- Đại lộ Bình Dương
- Nguyễn Văn Thành
- Trần Ngọc Lên
- Mỹ Phước - Tân Vạn
- Tạo Lực 6 (Võ Văn Kiệt): là một trong những tuyến đường chính của phường và là cửa ngõ vào Thành phố mới Bình Dương.